# Robert Romanus
Robert "Bob" Romanus (nacido el 17 de julio de 1956) es un actor y músico estadounidense que ha realizado papeles en cine y televisión. Es reconocido por interpretar a Mike Damone en la película Fast Times at Ridgemont High, dirigida por Amy Heckerling en 1982, y por su aparición en la serie de televisión The Facts of Life. También protagonizó la película de 1985 Bad Medicine.

## Filmografía seleccionada

### Cine y televisión
- Foxes (1980)
- Fast Times at Ridgemont High (1982)
- Kilroy Was Here (1983)
- Bad Medicine (1985)
- MacGyver ep.109 (TV) (1985)
- Pulse (1988)
- The Facts of Life (TV) (1988)
- Curfew (1989)
- The Resurrected (1992)
- Exposé (1998)
- Valerie Flake (1999)
- Carlo's Wake (1999)
- Straight Right (2000)
- The Socratic Method (2001)
- The Utopian Society (2003)
- The Last Run (2004)
- A Halfway House Christmas (2005)
- Going Shopping (2005)